# Indian 2
Série Indian
Indian
(1996)
Pour plus de détails, voir Fiche technique et Distribution.
Indian 2 est un film d'action dramatique indien réalisé par S. Shankar et sorti en 2024,.

## Fiche technique
- Titre : Indian 2
- Réalisation : S. Shankar
- Scénario : S. Shankar, Jayamohan, Kabilan Vairamuthu et Lakshmi Saravanakumar
- Photographie : R. Rathnavelu et Ravi Varman
- Son : Kip Smedley et Alexander Sanikidze
- Montage : A. Sreekar Prasad
- Costumes :
- Décors :
- Production : Udhayanidhi Stalin et A. Subaskaran
  - Production exécutive : Syed Zaid Ali, Zohaib Ali, Aleem Allie, Nizam Allie, Mehboob Bawa, Alla Belaya, Abhay S. Dutta, KS Jairam, Zafar Khan, Sumit S. Rajput et Padam Shekhawat
- Sociétés de production : Lyca Productions, Red Giant Movies et Zeal Z Entertainment Services
- Société de distribution : Boleyn France
- Pays de production :  Inde
- Langue originale : hindi
- Genre : Action dramatique
- Durée : 150 minutes
- Dates de sortie :
  - France : 10 juillet 2024
  - Inde : 12 juillet 2024

## Distribution
- Kamal Haasan
- Siddharth Suryanarayan
- S. J. Suryah
- Priya Bhavani Shankar
- Mark Bennington
- Rakul Preet Singh
- Kajal Aggarwal